# 平湯インターチェンジ
平湯インターチェンジ（ひらゆインターチェンジ）は、岐阜県高山市奥飛騨温泉郷平湯にある中部縦貫自動車道（安房峠道路・高山東道路）のインターチェンジである。
平湯料金所が併設されており、料金自動収受機での対応となっている。

## 道路
- E67 中部縦貫自動車道（安房峠道路・高山東道路）

## 平湯料金所
ブース数 : 6
松本方面
- ブース数 : 3
  - ETC専用 : 1
  - 一般 : 1
  - 閉鎖中 : 1

高山方面
- ブース数 : 3
  - ETC専用 : 1
  - 一般 : 1
  - 閉鎖中 : 1

料金所のすぐ脇に簡単な駐車場が設置されており、トイレ休憩を済ませることが可能になっている。
2010年4月1日からETCカードおよびクレジットカードに対応している。自動収受機併設のカードリーダーにカードを挿入して精算する方式となり、ETC車載器を使用した無線通信はできなかったが、2012年12月6日からは料金所で一旦停止するスタイルでのETC専用レーンの運用を開始した。
かつては回数券の販売が行われていたが、ETCの普及状況を勘案して、路線バス用のものを除き2014年に販売停止となった。

## 接続道路
- 国道158号
- 国道471号

## 周辺
- 平湯温泉
- 平湯スキー場
- 中部山岳国立公園奥飛騨ビジターセンター（旧飛騨・北アルプス自然文化センター（平湯ビジターセンター））
- 新平湯温泉

## 隣
E67 中部縦貫自動車道（安房峠道路）
中ノ湯IC - 平湯IC
E67 中部縦貫自動車道（高山東道路）
平湯IC - 久手IC（事業中）